# Adiantum rufopetalum
Adiantum rufopetalum är en kantbräkenväxtart som beskrevs av Georg Heinrich Mettenius och Oskar Kuhn. Adiantum rufopetalum ingår i släktet Adiantum och familjen Pteridaceae. Inga underarter finns listade.